# Gisela Rest-Hartjes
Gisela Rest-Hartjes (* 22. Juli 1942 in Ginderich/Wesel; † 28. August 2017 in Dortmund) war eine deutsche Schriftstellerin und Lyrikerin.

## Leben
1962 absolvierte sie das Abitur in Moers, Niederrhein, studierte bis 1971 Germanistik, Anglistik, Theologie und Pädagogik in Münster und Dortmund und war seit 1965 Lehrerin in Oelde, Münster, Dortmund und Bochum. Neben Aktivitäten in Schulentwicklung und Lehrerfortbildung gab sie seit 1991 Lyrikworkshops für Kinder und Erwachsene in ganz Deutschland. Ab 1995 machte sie Lyrikarbeit mit Hörbehinderten.

## Auszeichnungen
- 1989 – Lyrikpreis des TIP (Theater im Pott, Oberhausen)
- 2006 – Bibliothek deutscher Dichter

## Werk
Prosaveröffentlichungen zur Friedenspädagogik, Trauerarbeit und Poesietherapie.

### Selbständige Veröffentlichungen
- Friedensbäume wachsen langsam. Dortmund: Selbstverlag 1987 [Illustr.]
- Am Brunnen deiner Oase. Frankfurt a. M.: Karin Fischer Verlag 1991, 1992
- USA Reisetagebuch. Dortmund: Selbstverlag 1994
- Rom im Zwielicht. Deutungsversuche einer Reise. Dortmund: Selbstverlag 1997 [mit F.H.O. Rest]
- Wörter bauen Brücken. Handbuch zur Poesietherapie. Norderstedt: Books on Demand 2005
- Mit dem Wind. Zugvogel-Gedichte. Dortmund: Selbstverlag 2008
- Der Gynäkologe des Vatikans und andere römische Geschichten. Frankfurt a. M.: Karin Fischer Verlag 2010 [mit Franco Rest]
- Der Friede wächst langsam. Wie ein Nussbaum. Eine Kindheit in der Nachkriegszeit. Aachen: Karin Fischer Verlag 2012
- Schwere-Stunden-Poesie. Gedichte und Poetik im Angesicht des Todes und anderer Krisen. Rosengarten bei Hamburg: Steinmann 2014 [mit Franco Rest]
- Engel trifft man überall. Geschichten und Gedichte von einer anderen Weihnacht. Aachen: Karin Fischer Verlag 2016 [mit Franco Rest].

### Weitere Veröffentlichungen in
- Waffenlos zwischen den Fronten. Die Friedenserziehung auf dem Weg zur Verwirklichung. Hg. von F. Rest. Graz 1971: Der Friede oder die Macht der Herrschenden. Gedanken im Anschluß an die Schulpraxis
- Klauen. Texte zum alltäglichen Diebstahl. Hg. von J. Jonas und H. Ortner. Bensheim 1982, S. 36–50: Liebe macht Diebe. Über Diebstahl in der Liebesbeziehung. [mit F. Rest] – Publik-Forum 19, 1984: Der Geist von Zucht und Ordnung
- Silberglanz und Morgenrot. Autorenwerkstatt 13. Frankfurt a. M. 1988 [Gedichte]
- Behinderte Menschen leben unter uns. Eine Herausforderung an die Theologie. Hg. von E. Bohne und J. Tegtmeyer. Hamburg 1989 [Ged.]
- Passagen. Zeitschrift für Literatur und Kunst, Mannheim, 14, 1991 [Ged.]
- Europa. Sonderheft Nordrhein-Westfalen. Stuttgart 1992 [Ged.]
- Nordische Hospiztage. Dokumentation 1. Sankelmark 1993: Das Leben riskieren. Vom Umgang mit der Verdrängung des Todes. Dichtung. Anregung und eigenes Gestalten
- Hospiz. Dokumentation der Fachtagung am 8./9.10.1993. Freiburg/Br. 1994 [5 Ged.]
- Kästner Forum, 1, 1994: Lehrer in die Presse
- Wende dich zu mir. Gebete mit Sterbenden. Hg. von E. Domay und U. Heinz. Gütersloh 1995 [4 Ged.]
- Dokumentation zum 1. Ökumen. Hospizkongreß Braunschweig. 1.–3.10.1994. Hg. von R. Kottnik, T. Hiemenz, Dt. Caritasverband. Stuttgart 1995: Menschen, Sterben, Tod. Schreiben als heilsame Erfahrung
- Kästner Forum, 2, 1995: Der Stundenplan
- Kästner Forum, 3, 1995: Der Weg ins Leben
- Kästner Forum, 4, 1996: Was ich mir von meiner Schule wünsche
- Kästner Forum, 5, 1996: Ein Leben für die Wissenschaft. Satire
- Paradiesäpfel. Internationale Haiku-Anthologie. Hg. von R. Heins. Amsterdam 1996
- Katechetische Blätter, Bd. 121, H. 4, München 1996, S. 246–251: Schreiben über Not und Tod. Heilsame Erfahrung durch Lyrik-Arbeit
- Pädagogik, H. 9, Hamburg 1996, S. 14–17: Trauerarbeit mit Kindern und Jugendlichen in der Schule. Erfahrungsbericht
- Behinderung im Alter. Förderung vor Hilfe, Hilfe vor Pflege. Köln 1996, S. 20–24: Lyrik, ver-dichtete Sprache. Selber Schreiben als heilsame Erfahrung. Einführung in Poesietherapie
- Kästner Forum, 6, 1997: Erster Liebeskummer. Essay
- F. Rest: Sterbebegleitung statt Sterbehilfe. Freiburg-Basel-Wien 1997 [2 Ged.]
- Scheherazade. Zeitschrift für Literatur. Essen 1998, Nr. 18 [3 Ged.]
- Scheherazade. Zeitschrift für Literatur. Essen 1998, Nr. 19 [2 Ged.]
- E. Domay, H. Köhler (Hg.): Der Gottesdienst. Liturg. Texte in gerechter Sprache. Bd. 2: Das Abendmahl, Die Kasualien. Gütersloh 1998 [2 Ged.]
- C. Carstensen, U. Neumann, J. Schroeder (Hg.): Movies. Junge Flüchtlinge in der Schule. Hamburg 1998: Trauerarbeit mit Kindern und Jugendlichen
- Der Gottesdienst. Liturgische Texte in gerechter Sprache. Band 2. Gütersloh 1998: Neubeginn
- My way. Das eigenwillige Kulturmagazin. Bergkamen, 48/1999: Krankenhaustag. Gedicht
- Kästner Forum, 10, 1999: Ein kurzgefasster Lebenslauf, Gedicht, und Begegnung, Erzählung
- M. Mettner (Hg.): Wie menschenwürdig sterben? NZN Buchverlag AG: Zürich 2000: Meine Großmutter. Gedicht
- Omega Rundbrief: Bad Lauterberg 2001 (mehrere Auflagen): Frühlingswiese. Gedicht
- Kästner Forum, 14, 2001: Zuhören. Anmerkungen am Rande. Glosse
- R. Bauer-Mehren (Hg.): Kaleidoskop der Trauer. Regensburg: Roderer 2003, S. 186–195: Wo bist du, was machst du jetzt? Dein Platz bleibt leer. Umgang mit Tod und Verlust. Die heilende Kraft von Riten bei Kindern und Jugendlichen
- H. Reiners (Hg.): Kommunikation und Kooperation in der Onkologie. Münster: Lit 2005, S. 167–181: „Ich trage meinen Schmerz nicht allein.“ Poesietherapie
- F. Rest: Dennochgesänge. Leidgeprüfte Lieder. Aachen: Dt. Lyrik-Verlag 2011, S. 113–135: Lautlose Lieder.

### Tonträger
- Leben als Geschenk. Lyrik und Musik [mit P. Vazquez, Gitarre]. Münster: Studio Mondo Sweetie 1996 [MC]
- el mundo dulce esperanza. Cambridge/USA: Mondo Sweetie 2000 [CD; Musikbegleitung von M. van Dyck und P. Vazquez.]
- Vertonungen von Gedichten Gisela Rest-Hartjes’: Dein Bogen in den Wolken; Auf der hohen Bergesspitze [Vertonung F. Grünke, 1991]
- Stabat Mater [Version des mittelalterl. Klageliedes; Vertonung W. Winschuh für Soli, Chor und Orgel, 1994]
- Dein Bogen in den Wolken; Gesund sein ist schön; Schwalbenflug [Vertonung S. Fietz, 1994]
- Brücke zur Ewigkeit. Greifenstein: Abakus Musik 1999 [3 Ged.; Vertonung durch dens.; CD und MC].